# گرگ‌ماهی اطلسی
گرگ ماهی اطلسی (نام علمی: Anarhichas lupus) نام یک گونه از راسته سوف ماهی سانان است که بومی اقیانوس اطلس شمالی است. این ماهی همچنین با نام‌های گرگ دریا، گربه ماهی اطلسی، ماهی شیطان، مارماهی گرگ (نام عمومی برای اقوام خود در اقیانوس آرام)، گربه دریایی شناخته می‌شود. تعداد گرگ ماهی‌های اطلسی در آب‌های ایالات متحده به دلیل صید بی‌رویه به سرعت کاهش می‌یابد.
جدا از ظاهر منحصر به فرد، آن‌ها در بدن خود ضد یخ طبیعی تولید می‌کنند تا خون بدنشان را در زیستگاه بسیار سرد خود، روان نگه دارند. آن‌ها همچنین یک عامل مهم در کنترل جمعیت خرچنگ‌های سبز و خارپشت‌های دریایی هستند که در صورت کنترل نشدن، می‌توانند آسیب‌های بسیاری به زیستگاه‌ها وارد کنند. همچنین افزایش جمعیت این ماهی شاخص مهمی در سلامتی سایر جمعیت‌های ساکن پایین، مانند روغن‌ماهی اطلسی است.